# Animax
Az Animax (アニマックス; Animakkuszu; Hepburn: Animakkusu) (kiejtve: enimex) japán műholdas televíziócsatorna-hálózat, amely főként animéket sugároz. A japán médiatömörülés, a Sony egy leányvállalata, melynek központja a New Pier Takeshiba North Towerben (ニューピア竹芝ノースタワー; Hepburn: Njú Pia Takesiba Nószu Tavá), Minatóban, Japánban található, a társalapítókkal és résztulajdonosokkal együtt, beleértve a Sony Pictures Entertainmentet és a neves Sunrise, Toei Animation, TMS Entertainment animestúdiókat, és a NAS produkciós céget.

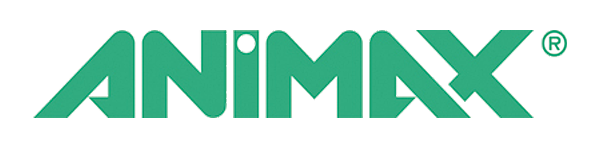
Az Animax Spanyolország és Németország logója

Az Animax elérhető Japánban, Kínai Köztársaságban, Hongkongban, Dél-Koreában, Délkelet-Ázsiában, Dél-Ázsiában, Latin Amerikában és Európában (2007 óta Németország, Románia, Magyarország, Csehország, 2008 óta Szlovákia, Spanyolország és Portugália területén és hamarosan indul az Egyesült Királyság, Lengyelország, Olaszország, Franciaország és még néhány másik ország területén), Afrikában és Ausztráliában. Az Animax a világ első legnagyobb 24 órás sugárzású animeadója, 89 millió háztartásba jut el 62 ország területén 17 nyelven.
Az „Animax” név egy szóösszerántás, amely az anime (アニメ) és a max (マックス; makkuszu; Hepburn: makkusu) szavakból áll. A csatornának angol nyelvű sugárzása elérhető Délkelet-Ázsiában, Dél-Ázsiában, Dél-Afrikában és újabban két órás adással Ausztráliában is. Tervben van még több angol nyelvű csatorna indítása az Egyesült Királyságban, Ausztráliában és Észak-Amerikában. Az adó magyar nyelvű adása 2007. július 2-től 2014. március 31-ig, este 8 és hajnali 2 óra között volt fogható a Minimax-szal osztott csatornán, helyét a Minimax egyik társcsatornája, a C8 vette át Magyarországon. Minden egyéb változat műsorideje 24 órás (volt).

## Adásváltozatok
| Ország                                                              | Elődje     | Változat neve        | Nyelv               | Adásidő | Üzemel(t)                                                                                 | Utódja    |
| ------------------------------------------------------------------- | ---------- | -------------------- | ------------------- | ------- | ----------------------------------------------------------------------------------------- | --------- |
| Japán                                                               |            | Animax Japán         | japán               | 0–24 ó  | 1998. május 20. –                                                                         |           |
| Ázsia (különböző adásváltozatokkal)                                 |            | Animax Ázsia         | angol               | 0–24 ó  | 2004. január 19. –                                                                        |           |
| India                                                               |            | Animax India         | angol               | 0–24 ó  | 2004. július 5. – 2017. április 18.                                                       | Sony YAY! |
| Latin-Amerika (megszűnt)                                            | Locomotion | Animax Latin-Amerika | spanyol, portugál   | 0–24 ó  | 2005. július 31. – 2011. április 30.                                                      | Sony Spin |
| Dél-Korea                                                           |            | Animax Korea         | koreai              | 0–24 ó  | 2006. április 29. –                                                                       |           |
| Magyarország Csehország Szlovákia Románia (megszűnt)                | A+         | Animax Közép-Európa  | magyar, cseh, román | 20–2 ó  | 2007. július 2. – 2014. március 31.                                                       | C8        |
| Németország Ausztria Svájc                                          |            | Animax Németország   | német               | 0–24 ó  | 2007. június 5. – 2016. 07. 01. (On-demand médiaszolgáltatásként folytatja tevékenységét) |           |
| Dél-afrikai Köztársaság (megszűnt)                                  |            | Animax Dél-Afrika    | angol               | 0–24 ó  | 2007. november 3. – 2010. október 31.                                                     | Sony MAX  |
| Olaszország (műsorblokk, megszűnt)                                  |            | Animax Olaszország   | olasz               | N/A     | 2008. január 12. – 2009.                                                                  |           |
| Pakisztán (az indiai időcsúsztatott változata, helyi hirdetésekkel) |            | Animax Pakisztán     | angol               | 0–24 ó  | 2008. –                                                                                   |           |
| Spanyolország (megszűnt)                                            |            | Animax Spanyolország | spanyol             | 0–24 ó  | 2008. április 12. – 2013. december 31.                                                    |           |
| Portugália (megszűnt)                                               |            | Animax Portugália    | portugál            | 0–24 ó  | 2008. április 12. – 2011. május 9.                                                        | AXN Black |
| Ausztrália (műsorblokk, megszűnt)                                   |            | Animax Ausztrália    | angol               | N/A     | 2008. november 5. – 2012.                                                                 |           |